# 鞘師里保
鞘師 里保（さやし りほ、1998年5月28日 - ）は、日本の歌手、ダンサー、女優、コレオグラファー、元アイドル。モーニング娘。の元メンバー（9期）。イメージカラーは赤。
広島県東広島市出身。血液型AB型。身長158 cm。ハロー!プロジェクト時代はアップフロントプロモーションに所属。フリーランスを経て、2020年9月よりジャパン・ミュージックエンターテインメント（エンジョイ・ミュージック）に所属。レーベルはavex trax。

## 略歴

### モーニング娘。加入前
幼稚園のお遊戯会で「Go Girl 〜恋のヴィクトリー〜」を踊ったときにこの曲が大好きになった。モーニング娘。が歌っていると知り、自分もそういう人になりたいと思い、ダンスや歌を始め、さらに、アクターズスクール広島に入所した。
アクターズスクール広島では毎年2回発表会が行われており、鞘師は2005年3月13日の『2005 SPRING ACT』より出演。その後2010年秋まで出演している。2005年春（6歳）はKIDSクラス、2005年秋（7歳） - 2009年春（10歳）はAクラス、2009年秋（11歳） - 2010年秋（12歳）はBクラスに在籍していた。両親は6年間、週末にスクールに通わせた。
アクターズスクール広島の発表会で鞘師が参加した曲にはハロー!プロジェクトの曲もあった。
- 2006年秋、「カッチョイイゼ!JAPAN」（美勇伝）[12][13]
- 2007年秋、「ハレーションサマー」（ココナッツ娘。）[14][15]
- 2007年秋、「でっかい宇宙に愛がある」（モーニング娘。）[16][15]
- 2010年春、「浮気なハニーパイ」（カントリー娘。に紺野と藤本（モーニング娘。））[17]

また、「色っぽい じれったい」（モーニング娘。）は「すごくカッコいい」と思い、聴く頻度が高かった。
2010年、モーニング娘。と共演する女優を募集する目的で開催された『Jc&Jk 女子中高生女優オーディション』に合格し、同年6月に行われたモーニング娘。主演舞台『ファッショナブル』の大阪公演に出演した。

### モーニング娘。加入後
2011年1月2日、中野サンプラザで行われた『Hello! Project 2011 WINTER 〜歓迎新鮮まつり〜』にて、約9,000人が応募した『モーニング娘。9期メンバーオーディション』へ合格しモーニング娘。9期メンバーに選ばれたことが発表された。モーニング娘。メンバー内では、舞台『ファッショナブル』で鞘師と共演していたことから「絶対、入るんじゃない？」と言われていた。
同年7月29日、右坐骨神経痛により今後約6週間の在宅療養が必要と診断され、疲労骨折の症状が続く光井愛佳とともに翌30日から8月14日までの『Hello! Project 2011 SUMMER』コンサートを休むことが公式サイトにて発表された。同年8月27日、鞘師里保ソロ写真集イベントより仕事に復帰。
2012年7月20日、SATOYAMA movement活動の一環として、スマイレージリーダー和田彩花とユニット・ピーベリーを結成。
同年9月10日、モーニング娘。9期メンバーによる『モーニング娘。Q期オフィシャルブログ』を開設。
2015年10月29日、ブログにて2015年の大みそかでのモーニング娘。卒業を発表。なおハロー!プロジェクトには引き続き在籍。
同年12月21日、卒業前に東京ディファ有明ホールで単独ソロコンサート『モーニング娘。'15 鞘師里保 ソロスペシャルライブ』を開催。
同年12月31日、中野サンプラザで行われた『Hello! Project COUNTDOWN PARTY 2015 〜 GOOD BYE & HELLO 〜』をもってモーニング娘。を卒業。先述の「Go Girl 〜恋のヴィクトリー〜」がモーニング娘。在籍時最後の歌唱曲だった。卒業後はダンスと英語の勉強のためニューヨークに留学。
2018年12月7日、前月末をもってアップフロントプロモーションとの専属マネージメント契約を終了し、同時にハロー!プロジェクトも卒業となったことが発表された。

### ハロー!プロジェクト卒業後
2019年3月30日、幕張メッセで行われた『Hello! Project 20th Anniversary!! Hello! Project ひなフェス 2019』にゲスト出演し、3年3か月ぶりにステージに復帰。
2019年6月から2020年2月まで、BABYMETALの2019年度の世界ツアー『METAL GALAXY WORLD TOUR』に、日替わりサポートダンサー3名のうちの1人として出演。6月28日に横浜アリーナで行われたライブ『BABYMETAL AWAKENS - THE SUN ALSO RISES -』や6月30日に行われたイギリスの音楽フェス『Glastonbury Festival 2019』、7月6日にポートメッセなごやで行われた『BABYMETAL ARISES - BEYOND THE MOON - LEGEND - M -』などに出演。

### ソロ活動
2020年5月1日、Instagramのアカウントを開設。同年9月3日、ジャパン・ミュージックエンターテインメントに所属し、芸能活動を再開させることを発表。同年10月21日、個人のオフィシャルサイトを開設。同年10月24日、Official Fan Club「さやしい人たち」を開始。
2021年8月4日、自主レーベル「Savo-r（セイバー）」を設立し、ソロ初EP（ミニ・アルバム）『DAYBREAK』をリリース。
2022年1月15日に東京・中野サンプラザ、16日に大阪・Zepp Osaka Bayside、23日に広島・BLUE LIVE HIROSHIMAで初ツアー『RIHO SAYASHI 1st LIVE TOUR 2022 Reflection』を開催。
2022年11月16日にリリースした3rd EP『UNISON』では海外でも活躍する作家陣を迎え、本格的なダンスミュージックに特化。同年11月21日から東京・Zepp Hanedaよりスタートする全国ツアー『RIHO SAYASHI 2nd LIVE TOUR 2022 UNISON』を開催。
2024年12月、AKB48のAKB劇場公演にてAKB48の振付を担当した。
2025年5月31日、avex traxと契約し、ソロメジャーデビューすることを発表。

## 人物
- ダンスに定評がある[47]。
- 母親の影響で幼い頃から2000年代に流行した洋楽（ビヨンセ、Destiny's Child、TLC、ショーン・ポールなど）や倖田來未を聴いて育つ[48]。
- 叔父は元広島東洋カープ選手で、現在は同球団スカウトの鞘師智也[注 2][49][50]。
- 特技はけん玉で、協会認定級位は1級。テレビ東京『音流〜On Ryu〜』では日本一周（小皿→大皿→けん）を披露した[51]。また習字も特技で、七段である[52]。
- お笑いが好きで、一人でルミネtheよしもとに行くこともある。初めてくまだまさしを見た時は感動した。
- 好きな食べ物は鳥レバーのペースト、数の子。好きなお菓子はチョコレートとマカロン。好きな飲み物はコーヒーで、1日に何杯も摂取する。
- モーニング娘。の同期の譜久村聖や鈴木香音によると、鞘師は何でも完璧にこなすように見えたが2か月くらいで本性を表し予想を上回るおっちょこちょいということが分かった。「忘れ物をしない」と誓ったその日に忘れ物をしたり、飛行機が飛び立つ時間に起きたり、コンサートのソロで出てきたときに盛大にコケたりすると言う[53]。
- さくら学院卒業生で、現BABYMETALの中元すず香（SU-METAL名義）は一学年上で、アクターズスクール広島でユニットを組んだこともある[54]。
- グループ内外を問わず、憧れの先輩として挙げられることが多い。その他、女優の松岡茉優がファンを公言している。
- モーニング娘。を卒業後、約2年ほどニューヨークにダンス留学。TOEICスコア820点を保持[55]。その経験を活かして、『NHK高校講座 2022 英語コミュニケーション1』のMCに抜擢された。
- 2021年以降の楽曲は全て作詞を担当（共作詞含む）。自分の感情を表に出すことが苦手で、試行錯誤して歌詞をスタッフに提出するものの、すぐに送信を取り消すことを繰り返す[56]。
- 自身でダンスの振付をすることもある。1st EP収録曲「LAZER」での振付制作の苦しみは2021年11月に公開されたドキュメンタリーフィルム『Middle of the Night』に収録されている。2022年2月に発表された『行列のできる相談所』滝沢カレンのダンス企画の楽曲「U」（millennium parade）でも一部振り付けている。「LAZER」の振付を見た振付家のTAKAHIROからは「細かい展開を作れる。表現力があり、振付とテンポを両立できる。」と評される[57]。
- ニューヨークでのダンス留学では基本的にストリートジャズのクラスを受ける。その時の恩師Bo Parkに「BUTAI」「Simply Me」の振付を依頼した[48]。
- 留学で一番学んだことは「ダンスに正解はない」ということ。留学前は揃えて踊ることを良しと思っていたが、オリジナリティやパッションを出して踊る海外のダンサーを見たときに、放たれるパワーの種類がまったく違うと感動。それが転機となり、パッションも大切にしつつ、アジア人ならではの繊細に踊ることを一層重視することとなる[58]。
- 最近よく聴いている音楽はチャーリー・プースやザ・ウィークエンド、BTSやBLACKPINK、millennium paradeなど。

## 作品

### EP
| タイトル   | 発売日         | 形態                         | 品番         | 収録曲 |
| Savo-r     | Savo-r         | Savo-r                       | Savo-r       | Savo-r |
| ---------- | -------------- | ---------------------------- | ------------ | --- |
| DAYBREAK   | 2021年8月4日   | 通常盤(CD)                   | SAVR-0001    | 全5曲 1. Find Me Out 作詞:鞘師里保 宮野弦士 作曲:宮野弦士 2. BUTAI 作詞:鞘師里保 Akira Sunset(THE SIGNALIGHTS) 作曲:Akira Sunset(THE SIGNALIGHTS) APAZZI(THE SIGNALIGHTS) 3. Simply Me 作詞:鞘師里保 作曲:Akira Sunset(THE SIGNALIGHTS) APAZZI(THE SIGNALIGHTS) 4. Puzzle 作詞:鞘師里保 作曲:orange spotting 5. LAZER 作詞:カミカオル 鞘師里保 作曲:TAKAROT                                              |
| DAYBREAK   | 2021年8月4日   | 初回限定盤(CD＋DVD)          | SAVR-0002    | 全5曲 1. Find Me Out 作詞:鞘師里保 宮野弦士 作曲:宮野弦士 2. BUTAI 作詞:鞘師里保 Akira Sunset(THE SIGNALIGHTS) 作曲:Akira Sunset(THE SIGNALIGHTS) APAZZI(THE SIGNALIGHTS) 3. Simply Me 作詞:鞘師里保 作曲:Akira Sunset(THE SIGNALIGHTS) APAZZI(THE SIGNALIGHTS) 4. Puzzle 作詞:鞘師里保 作曲:orange spotting 5. LAZER 作詞:カミカオル 鞘師里保 作曲:TAKAROT                                              |
| Reflection | 2022年1月12日  | 通常盤(CD)                   | SAVR-0003    | 全5曲 1. Go-by 作詞:鞘師里保 Akira Sunset 作曲: Akira Sunset APAZZI 2. Take a Breath 作詞:鞘師里保 宮野弦士 作曲:宮野弦士 3. Melt 作詞:さらさ 鞘師里保 作曲:Michael Kaneko 4. Baby Me 作詞:鞘師里保 作曲:orange spotting 5. Winding Road 作詞:Kanata Okajima 鞘師里保 作曲:TAKAROT FUNK UCHINO |
| Reflection | 2022年1月12日  | 初回限定盤A(CD+DVD)          | SAVR-0004    | 全5曲 1. Go-by 作詞:鞘師里保 Akira Sunset 作曲: Akira Sunset APAZZI 2. Take a Breath 作詞:鞘師里保 宮野弦士 作曲:宮野弦士 3. Melt 作詞:さらさ 鞘師里保 作曲:Michael Kaneko 4. Baby Me 作詞:鞘師里保 作曲:orange spotting 5. Winding Road 作詞:Kanata Okajima 鞘師里保 作曲:TAKAROT FUNK UCHINO |
| Reflection | 2022年1月12日  | 初回限定盤B(CD+ブックレット) | SAVR-0005    | 全5曲 1. Go-by 作詞:鞘師里保 Akira Sunset 作曲: Akira Sunset APAZZI 2. Take a Breath 作詞:鞘師里保 宮野弦士 作曲:宮野弦士 3. Melt 作詞:さらさ 鞘師里保 作曲:Michael Kaneko 4. Baby Me 作詞:鞘師里保 作曲:orange spotting 5. Winding Road 作詞:Kanata Okajima 鞘師里保 作曲:TAKAROT FUNK UCHINO |
| UNISON     | 2022年11月16日 | 通常盤(CD)                   | SAVR-0006    | 全5曲 1. MERGE 作詞：カミカオル, 鞘師里保 作曲：Nanami, ViiiV 2. WE THE ONES 作詞：ViiiV, カミカオル, 鞘師里保 作曲：Nanami, ViiiV 3. Stupid 作詞：カミカオル, 鞘師里保 作曲：Carlos Okabe, Daniel Kim, Dawn Elektra 4. Melancholic Blvd. 作詞：おかもとえみ, カミカオル, 鞘師里保 作曲：Caroline Gustavsson, Chris Meyer, Carlos Okabe 5. DOOM PA 作詞：カミカオル, ViiiV, 鞘師里保 作曲：Nanami, ViiiV |
| UNISON     | 2022年11月16日 | 初回限定盤A(CD+DVD)          | SAVR-0007    | 全5曲 1. MERGE 作詞：カミカオル, 鞘師里保 作曲：Nanami, ViiiV 2. WE THE ONES 作詞：ViiiV, カミカオル, 鞘師里保 作曲：Nanami, ViiiV 3. Stupid 作詞：カミカオル, 鞘師里保 作曲：Carlos Okabe, Daniel Kim, Dawn Elektra 4. Melancholic Blvd. 作詞：おかもとえみ, カミカオル, 鞘師里保 作曲：Caroline Gustavsson, Chris Meyer, Carlos Okabe 5. DOOM PA 作詞：カミカオル, ViiiV, 鞘師里保 作曲：Nanami, ViiiV |
| UNISON     | 2022年11月16日 | 初回限定盤B(CD+DVD)          | SAVR-0008    | 全5曲 1. MERGE 作詞：カミカオル, 鞘師里保 作曲：Nanami, ViiiV 2. WE THE ONES 作詞：ViiiV, カミカオル, 鞘師里保 作曲：Nanami, ViiiV 3. Stupid 作詞：カミカオル, 鞘師里保 作曲：Carlos Okabe, Daniel Kim, Dawn Elektra 4. Melancholic Blvd. 作詞：おかもとえみ, カミカオル, 鞘師里保 作曲：Caroline Gustavsson, Chris Meyer, Carlos Okabe 5. DOOM PA 作詞：カミカオル, ViiiV, 鞘師里保 作曲：Nanami, ViiiV |
| UNISON     | 2023年8月4日   | LPレコード                   | OTS-297      | 全5曲 1. MERGE 作詞：カミカオル, 鞘師里保 作曲：Nanami, ViiiV 2. WE THE ONES 作詞：ViiiV, カミカオル, 鞘師里保 作曲：Nanami, ViiiV 3. Stupid 作詞：カミカオル, 鞘師里保 作曲：Carlos Okabe, Daniel Kim, Dawn Elektra 4. Melancholic Blvd. 作詞：おかもとえみ, カミカオル, 鞘師里保 作曲：Caroline Gustavsson, Chris Meyer, Carlos Okabe 5. DOOM PA 作詞：カミカオル, ViiiV, 鞘師里保 作曲：Nanami, ViiiV |
| avex trax  |                |                              |              | |
| Too much!  | 2025年7月23日  | 初回生産限定盤(CD+Blu-ray)   | AVCD-63745/B | 全6曲 1. Super Red 2. アイセヨイマヲ 3. 転生chu☆ 4. ゆらり 5. 27yo 6. beyond |
| Too much!  | 2025年7月23日  | 通常盤(CD+Blu-ray)           | AVCD-63746/B | 全6曲 1. Super Red 2. アイセヨイマヲ 3. 転生chu☆ 4. ゆらり 5. 27yo 6. beyond |
| Too much!  | 2025年7月23日  | 通常盤(CD only)              | AVCD-63747   | 全6曲 1. Super Red 2. アイセヨイマヲ 3. 転生chu☆ 4. ゆらり 5. 27yo 6. beyond |

1. ↑  DVDには5月28日開催のファンミーティング『RIHO SAYASHI Fan Meeting PLAYGROUND! vol.1』夜公演総集編を収録。
2. 1 2  Blu-rayには『RIHO SAYASHI Billboard Live 2025』横浜公演のライブ映像を収録。

### シングル
| タイトル      | リリース日     | 形態                          | 品番                               | 備考                                                                      |
| Savo-r        | Savo-r         | Savo-r                        | Savo-r                             | Savo-r                                                                    |
| ------------- | -------------- | ----------------------------- | ---------------------------------- | ------------------------------------------------------------------------- |
| Find Me Out   | 2021年7月14日  | 配信                          |                                    | EP『DAYBREAK』より先行配信                                                |
| BUTAI         | 2021年7月21日  | 配信                          |                                    | EP『DAYBREAK』より先行配信                                                |
| Melt          | 2021年12月25日 | 配信                          | EP『Reflection』より先行配信       |                                                                           |
| Take a Breath | 2022年1月5日   | 配信                          | EP『Reflection』より先行配信       |                                                                           |
| WE THE ONES   | 2022年10月12日 | 配信                          | EP『UNISON』より先行配信           |                                                                           |
| Stupid        | 2022年10月26日 | 配信                          | EP『UNISON』より先行配信           |                                                                           |
| DOOM PA       | 2022年11月9日  | 配信                          | EP『UNISON』より先行配信           |                                                                           |
| Hi(gh) Life   | 2024年2月7日   | 初回生産限定盤(CD)            | SAVR-0009                          | 全3曲 1. Hi(gh) Life 2. alchemy -Special ver.- 3. Melt & Simply Me Mashup |
| Hi(gh) Life   | 2024年2月7日   | ファンクラブ限定盤A(CD+GOODS) | SAVR-0009                          | 全3曲 1. Hi(gh) Life 2. alchemy -Special ver.- 3. Melt & Simply Me Mashup |
| Hi(gh) Life   | 2024年2月7日   | ファンクラブ限定盤B(CD+GOODS) | SAVR-0009                          | 全3曲 1. Hi(gh) Life 2. alchemy -Special ver.- 3. Melt & Simply Me Mashup |
| alchemy       | 2024年3月13日  | 配信                          |                                    | 主演ドラマのエンディングテーマ                                            |
| DARKSIDE      | 2024年7月10日  | 配信                          | アルバム『Symbolized』より先行配信 |                                                                           |
| avex trax     |                |                               |                                    |                                                                           |
| Super Red     | 2025年6月18日  | 配信                          |                                    |                                                                           |

### アルバム
| タイトル   | 発売日        | 形態                                      | 品番      | 収録曲 |
| Savo-r     | Savo-r        | Savo-r                                    | Savo-r    | Savo-r |
| ---------- | ------------- | ----------------------------------------- | --------- | --- |
| Symbolized | 2024年7月24日 | 初回生産限定盤A(CD+ブックレット+ポスター) | SAVR-0015 | 全11曲 1. BUTAI 2. ラッセ！ 3. DARKSIDE 4. DOOM PA 5. Stupid 6. paradise 7. Hi(gh) Life 8. Melt 9. alchemy 10. Find Me Out 11. WE THE ONES |
| Symbolized | 2024年7月24日 | 初回生産限定盤B(CD+ブックレット)          | SAVR-0016 | 全11曲 1. BUTAI 2. ラッセ！ 3. DARKSIDE 4. DOOM PA 5. Stupid 6. paradise 7. Hi(gh) Life 8. Melt 9. alchemy 10. Find Me Out 11. WE THE ONES |
| Symbolized | 2024年7月24日 | 通常盤(CD+ブックレット)                   | SAVR-0017 | 全11曲 1. BUTAI 2. ラッセ！ 3. DARKSIDE 4. DOOM PA 5. Stupid 6. paradise 7. Hi(gh) Life 8. Melt 9. alchemy 10. Find Me Out 11. WE THE ONES |

### 映像作品
- さやし りほ〜Greeting〜（2011年8月31日、zetima）[73]
- RIHO（2012年1月20日、UP-FRONT WORKS）[74][75] - e-Hello!（イーハロ）シリーズ（e-LineUP!期間限定販売）
- ひゃっっほ〜い♪( ´θ`)ノ（2012年9月26日、zetima）[76]
- snowdrop（2013年3月28日、UP-FRONT WORKS）[77] - e-Hello!（イーハロ）シリーズ（e-LineUP!期間限定販売）
- Riho's Fashion Archive（2014年3月12日、zetima）[78]
- sixteen（2015年4月8日、zetima）[79] - BD
- モーニング娘。'15 鞘師里保 ソロスペシャルライブ（2016年4月20日、UP-FRONT WORKS）[80]
- RIHO SAYASHI 1st Live & documentary〜DAYBREAK〜（2022年4月6日、Savo-r）
- RIHO SAYASHI 1st LIVE TOUR 2022 Reflection（2022年10月12日、Savo-r）

### デジタル写真+ムービー作品集
- Riho+Masaki［モーニング娘。］（2012年7月6日、ファンプラス・GザテレビジョンPLUS配信）

## 出演

### 映画
- シェアハウス（2011年11月12日）[81]
- 十一人の賊軍（2024年11月1日） - なつ 役[82]

### ラジオ
- RIHO-DELI（2011年4月3日 - 2014年12月28日、FM-FUJI）[24]
- モーニング娘。のモーニング女学院〜放課後ミーティング〜（2012年4月7日 - 2015年12月26日、ラジオ日本）
- ヤングタウン土曜日（2014年11月29日 - 2015年12月26日、MBSラジオ）
- 鞘師里保と○○と（2020年12月5日 - 2021年9月26日、MBSラジオ）[83][84]
- 鞘師里保とこれからの時間（2024年5月15日 - 、AuDee）[85]
- 鞘師里保のライフアップ・チョイス supported by マイベスト（2025年4月5日 - 、TOKYO FM）[86][87]

### テレビドラマ
- 数学♥女子学園（2012年1月11日 - 3月28日、日本テレビ） - 永田沙奈 役
- あのコの夢を見たんです。 第10話「また明日」（2020年11月28日、テレビ東京） - ヒロイン・本人 役[88]
- 就活生日記 第3話（2021年1月25日、NHK総合） - 優香 役
- アノニマス〜警視庁“指殺人”対策室〜 第5話（2021年2月22日、テレビ東京） - 山名栞 役[89]
- シェフは名探偵 第7話（2021年7月19日、テレビ東京） - 遥香 役[90]
- 准教授・高槻彰良の推察 第5話（2021年9月4日、フジテレビ系） - 桂木奈々子 役[91]
- 俺の可愛いはもうすぐ消費期限!?（2022年4月16日 - 6月11日、テレビ朝日） - 森保莉子 役[92]
- ワタシってサバサバしてるから（2023年1月9日 - 2月9日、NHK総合） - 木内静江 役[93][94]
- めんつゆひとり飯（2023年4月1日 - 6月24日、BS松竹東急） - 主演・面堂露 役[95]
  - めんつゆひとり飯2（2024年10月2日 - 12月25日、BS松竹東急）[96]
- 俺の美女化が止まらない!?（2023年4月6日 - 5月25日、テレビ東京） - 原口苺美 役[97]
- 推しを召し上がれ〜広報ガールのまろやかな日々〜（2024年1月11日 - 3月14日、テレビ東京） - 主演・朋太子由寿 役[98]
- ハコビヤ 最終話（2024年3月2日、テレビ東京） - 朋太子由寿 役[99]
- 憶えのない殺人（2025年2月22日、NHK BS / 放送日未定、NHK BSプレミアム4K）- 奥田沙苗 役[100][101]
- まどか26歳、研修医やってます! 第9話・最終回（2025年3月11日・18日、TBS） - 吉岡明日香 役[102]

### ネットドラマ
- モモウメ（2021年9月10日 - 、Hulu） - よっちゃん 役

### 舞台・ミュージカル
- BS-TBS開局10周年企画「ファッショナブル」大阪公演（2010年6月26日・27日、シアターBRAVA!）[19][20]
- リボーン〜命のオーディション〜（2011年10月8日 - 17日、全労済ホールスペース・ゼロ） - シェイクスピア 役[103]
- ステーシーズ 少女再殺歌劇（2012年6月6日 - 12日、全労済ホールスペース・ゼロ） - モモ 役[104]
- 大人の麦茶×ゲキハロ「ごがくゆう」（2013年6月12日 - 23日、紀伊國屋サザンシアター / シアターBRAVA!）[105]
- 演劇女子部 ミュージカル「LILIUM-リリウム 少女純潔歌劇-」（2014年6月5日 - 15日、サンシャイン劇場 / 20日・21日、森ノ宮ピロティホール） - リリー 役[106][107]
- 演劇女子部 ミュージカル「TRIANGLE-トライアングル-」（2015年6月18日 - 28日、サンシャイン劇場） - キリ 役[108][109]
- 音楽朗読劇「黑世界 ～リリーの永遠記憶探訪記、或いは、終わりなき繭期にまつわる寥々たる考察について～」（2020年9月20日 - 10月4日、サンシャイン劇場 / 10月14日 - 20日、COOL JAPAN PARK OSAKA WWホール） - リリー 役[110]
- ミュージカル「35MM: A MUSICAL EXHIBITION」（2020年10月31日・11月1日、TBS赤坂ACTシアター） - サラ 役[111]
- スルメが丘は花の匂い（2022年7月22日 - 31日、紀伊國屋サザンシアター 他） - クロエ 役[112]
- らんぼうものめ（2024年7月20日 - 8月18日、KAAT神奈川芸術劇場 大スタジオ 他）[113]
- デスノート THE MUSICAL（2025年11月24日 - 12月14日〈予定〉、東京建物 Brillia HALL / 12月20日 - 23日〈予定〉、SkyシアターMBS / 2026年1月10日 - 12日〈予定〉、愛知県芸術劇場 大ホール / 1月17日・18日〈予定〉、福岡市民ホール 大ホール / 1月24日・25日〈予定〉、岡山芸術創造劇場ハレノワ 大劇場） - 弥海砂 役[114][115]

### テレビ
- 誰も知らない明石家さんま（2020年12月13日、日本テレビ）[116]
- 行列のできる法律相談所（2021年1月3日、日本テレビ）[117]
- 金曜日のソロたちへ（2021年1月15日、NHK総合）[118]
- ラウンドちゅうごく ひろしま魅惑の家物語（2021年7月16日、NHK広島）[119]
- 24時間テレビ（2021年8月22日、日本テレビ）[120]
- プレミアMelodiX!（2021年8月23日、テレビ東京）[120]
- アクティブ10 プロのプロセス（2021年10月5日、NHK Eテレ）[119]
- A-コマンド（2021年10月5日、フジテレビ）[119]
- NHK高校講座2022 英語コミュニケーション1（2022年4月7日 - 2023年3月29日、NHK Eテレ）[121]
- 行列のできる相談所（2022年4月10日、日本テレビ）[122]
- ゼロイチ（2022年11月19日、日本テレビ）[123]

### ライブ・コンサート
- モーニング娘。'15 鞘師里保 ソロスペシャルライブ（2015年12月21日、東京ディファ有明ホール）
- Hello! Project 20th Anniversary!! Hello! Project ひなフェス 2019「Hello! Project 20th Anniversary!! プレミアム」（2019年3月30日、幕張メッセ 国際展示場 1ホール）[35][36][37] - 新垣里沙・道重さゆみとゲスト出演

### ライブ・コンサート（2021年ソロデビュー後）
| 日程              | タイトル                                   | 会場 |
| ----------------- | ------------------------------------------ | --- |
| 2021年8月9日      | RIHO SAYASHI 1st LIVE 2021 DAYBREAK        | 東京 豊洲PIT |
| 2022年1月         | RIHO SAYASHI 1st LIVE TOUR 2022 Reflection | 全3会場5公演 - 1/15 東京 中野サンプラザ（2公演） - 1/16 大阪 Zepp Osaka Bayside - 1/23 広島 BLUE LIVE HIROSHIMA（2公演） |
| 2022年11月 - 12月 | RIHO SAYASHI 2nd LIVE TOUR 2022 UNISON     | 全6会場9公演 - 11/21 東京 Zepp Haneda - 11/30 愛知 DIAMOND HALL - 12/1 大阪 心斎橋BIGCAT - 12/10 宮城 仙台PIT - 12/17 福岡 Skala Espacio - 12/18 広島 BLUE LIVE HIROSHIMA（2公演） - 12/29 東京 Zepp Haneda（2公演）                                       |
| 2023年6月         | RIHO SAYASHI Billboard Live 2023           | 全2会場4公演 - 6/4 大阪 Billboard Live OSAKA（2公演） - 6/18 神奈川 Billboard Live YOKOHAMA（2公演） |
| 2023年9月 - 11月  | RIHO SAYASHI 3rd LIVE TOUR 2023 whynot?    | 全8会場9公演 - 9/24 東京 EX THEATER ROPPONGI - 9/30 北海道 PENNY LANE 24 - 10/6 大阪 心斎橋BIGCAT - 10/7 愛知 THE BOTTOM LINE - 10/9 宮城 仙台PIT - 10/28 福岡 トヨタホール スカラエスパシオ - 10/29 広島 BLUE LIVE HIROSHIMA - 11/3 東京 豊洲PIT（2公演） |
| 2024年3月 - 4月   | RIHO SAYASHI Billboard Live 2024           | 全2会場4公演 - 3/24 神奈川 Billboard Live YOKOHAMA（2公演） - 4/1 大阪 Billboard Live OSAKA（2公演） |
| 2025年2月 - 4月   | RIHO SAYASHI 4th Live Tour 2025 Symbolized | 全3会場4公演 - 2/8 神奈川 SUPERNOVA KAWASAKI - 2/9 大阪 ESAKA MUSE - 4/19 上海 MAO LIVEHOUSE（2公演） |
| 2025年5月         | RIHO SAYASHI Billboard Live 2025           | 全2会場4公演 - 5/18 神奈川 Billboard Live YOKOHAMA（2公演） - 5/25 大阪 Billboard Live OSAKA（2公演） |
| 2025年7月 - 9月   | RIHO SAYASHI 5th Live Tour 2025            | 全9会場9公演 - 7/27 宮城 仙台darwin - 8/2 北海道 PENNY LANE 24 - 8/6 大阪 Yogibo META VALLEY - 8/8 愛知 SPADE BOX - 8/9 東京 duo MUSIC EXCHANGE - 8/23 熊本 B.9 V2 - 8/24 福岡 DRUM Be-1 - 8/30 石川 REDSUN - 9/6 広島 LIVE VANQUISH                       |

### コンサート同行
- BABYMETAL「METAL GALAXY WORLD TOUR」（2019年6月28日 - 2020年2月13日） - サポートダンサー
  - BABYMETAL AWAKENS -THE SUN ALSO RISES-（2019年6月28日、横浜アリーナ）[39]
  - Glastonbury Festival 2019（2019年6月30日、ピルトン）[40]
  - O2 Academy Brixton（2019年7月2日、 ブリクストン）
  - BABYMETAL ARISES -BEYOND THE MOON- LEGEND -M-（2019年7月6日、ポートメッセなごや）
  - SUMMER SONIC 2019（2019年8月16日、舞洲スポーツアイランド / 8月17日、幕張メッセ）
  - US TOUR 2019（2019年9月4日 - 10月16日、全米各地10公演 ※LIVE AT THE FORUM除く）
    - LIVE AT THE FORUM（2019年10月11日、ザ・フォーラム）

  - JAPAN TOUR 2019（2019年11月20日・21日、大阪城ホール）
    - EXTRA SHOW LEGEND - METAL GALAXY（2020年1月25日・26日、幕張メッセ） - 藤平華乃・岡崎百々子とともにアベンジャーズ総出演

  - WORLD TOUR（2020年2月3日 - 13日、ストックホルム・オスロ・コペンハーゲン・ハンブルク・パリ・ウィーン・ケルン欧州各地7公演）

## 書籍

### 単行本
- 17歳の決断（2016年3月26日[133]、オデッセー出版） ISBN 978-4-8470-4826-5 - 初の自叙伝＆クロニクル[134]

### 写真集
- さやしりほ（2011年8月27日、ワニブックス、撮影：渡辺達生）[135] ISBN 978-4-8470-4391-8
- アンドゥトゥア（2012年8月27日、ワニブックス、撮影：西田幸樹）[136] ISBN 978-4-8470-4486-1
- 太陽（2013年11月25日、ワニブックス、撮影：佐藤裕之）[137] ISBN 978-4-8470-4595-0
- 十六歳（2015年3月25日、ワニブックス、撮影：西田幸樹）[138] ISBN 978-4-8470-4742-8
- モーニング娘。鞘師里保全集2011-2015（2015年12月25日、ワニブックス）[139] ISBN 978-4-8470-4814-2

## 所属グループ・ユニット
- モーニング娘。（2011年 - 2015年）
  - モーニング娘。Q期（2012年）[注 3]
- スペシャルユニット
  - リボーンイレブン（2011年）
- シャッフルユニット
  - ハロー!プロジェクト モベキマス（2011年）
- 企画ユニット
  - ピーベリー（2012年 - 2015年）